# Tage Ljungkvist
Tage Ljungkvist es un deportista sueco que compitió en tiro con arco, en la modalidad de arco recurvo. Ganó tres medallas en el Campeonato Mundial de Tiro con Arco al Aire Libre entre los años 1948 y 1950.

## Palmarés internacional
| Campeonato Mundial al Aire Libre | Campeonato Mundial al Aire Libre | Campeonato Mundial al Aire Libre | Campeonato Mundial al Aire Libre |
| Año                              | Lugar                            | Medalla                          | Prueba                           |
| -------------------------------- | -------------------------------- | -------------------------------- | -------------------------------- |
| 1948                             | Londres (Reino Unido)            | Medalla de oro                   | Equipo                           |
| 1949                             | París (Francia)                  | Medalla de plata                 | Equipo                           |
| 1950                             | Copenhague (Dinamarca)           | Medalla de plata                 | Equipo                           |